# Ángel Duque Herrera
Macario Ángel Duque Herrera (Maliaño, Camargo, Cantabria, 29 de abril de 1937), conocido como Ángel Duque, es un político socialista español, alcalde de su municipio natal en dos etapas y candidato a la presidencia de Cantabria por el PSC-PSOE en las elecciones autonómicas de 1999. Desde 2011 permanece retirado de la política activa. Ejerció profesionalmente como ingeniero técnico mecánico, actividad sobre la que ha sido autor de dos libros de carácter científico.